# Музей Международного нумизматического клуба
Музе́й Междунаро́дного нумизмати́ческого клу́ба — частный общедоступный музей, открытый в 2015 году в Москве, в особняке Зиновьевых-Юсуповых в Большом Афанасьевском переулке. Его постоянную экспозицию составляют монеты из благородных металлов, преимущественно золотые, из коллекции российского бизнесмена Вагита Алекперова.
В собрании музея монеты Древней Греции, Римской империи, Византийской империи, Российской империи, Советской России и Российской Федерации. Музей также проводит различные тематические нумизматические выставки, в том числе в сотрудничестве с государственными собраниями и частными коллекционерами.
Управляет музеем автономная некоммерческая организация «Международный нумизматический клуб» (АНО МНК), также располагающаяся в здании палат Зиновьевых-Юсуповых. Клуб представляет собой экспертную организацию, ведёт исследовательскую и просветительскую деятельность: проводит конкурсы научных публикаций, издаёт специализированную литературу.
Музей является членом ряда авторитетных российских и международных организаций: Союза музеев России, Международного совета музеев (ICOM) и Международного нумизматического совета (INC).

## История коллекции
По словам российского бизнесмена и управленца Вагита Алекперова, он с детства увлекался коллекционированием и «всегда что-то собирал»: марки, спичечные и винные этикетки. Однажды ему, ученику бакинской средней школы, соседка по дому подарила ворох ценных бумаг царского времени, хранившихся в её семье. С этого подарка началось увлечение Алекперова историей денег в целом и нумизматикой в частности, продолжающееся более 50 лет:

Конечно, в разное время финансовые возможности разные были. Но коллекция формировалась всегда. Работая в Западной Сибири, я иногда приезжал в Москву и бывал на Таганке. Там покупал монеты. Это был конец 1970-х, когда я уже хорошо зарабатывал и имел возможность приобретать.
— Вагит Алекперов
Первой приобретённой золотой монетой стали 5 рублей Николая II, стоимость этой монеты на рынке составляла тогда более 110 рублей.
Свою нынешнюю, основную коллекцию Вагит Алекперов собирает с начала 2000-х годов, и начиналась она с золотых монет Российской империи. Тогда же у него впервые возникла идея создания нумизматического музея. Русские монеты, по словам Вагита Алекперова, остаются главным приоритетом в его коллекции и по сей день, хотя постепенно сфера интересов собирателя расширялась: с начала 2010-х годов коллекция также пополняется золотыми монетами Древней Греции и Рима, Византии, средневековой Европы, РСФСР и СССР. Основная цель Алекперова — собрать коллекцию, демонстрирующую историю чеканки монет в России и мире. По его словам, это крайне амбициозная задача, и поэтому бизнесмен пока старается ограничивать свои интересы золотыми монетами. Некоторое количество серебряных монет Советской России, европейских талеров призвано лишь дополнять общую картину. Важной частью коллекции являются платиновые монеты Российской империи периода царствования Николая I.

Главный фактор — насколько монета дополняет коллекцию. У меня как коллекционера, конечно, есть свои пристрастия, и именно это играет важнейшую роль в принятии решения о покупке той или иной монеты.
— Вагит Алекперов
Подавляющее большинство монет в коллекции в состоянии proof (полированный чекан) и uncirculated (не бывшая в обращении).

## Состав и пополнение коллекции

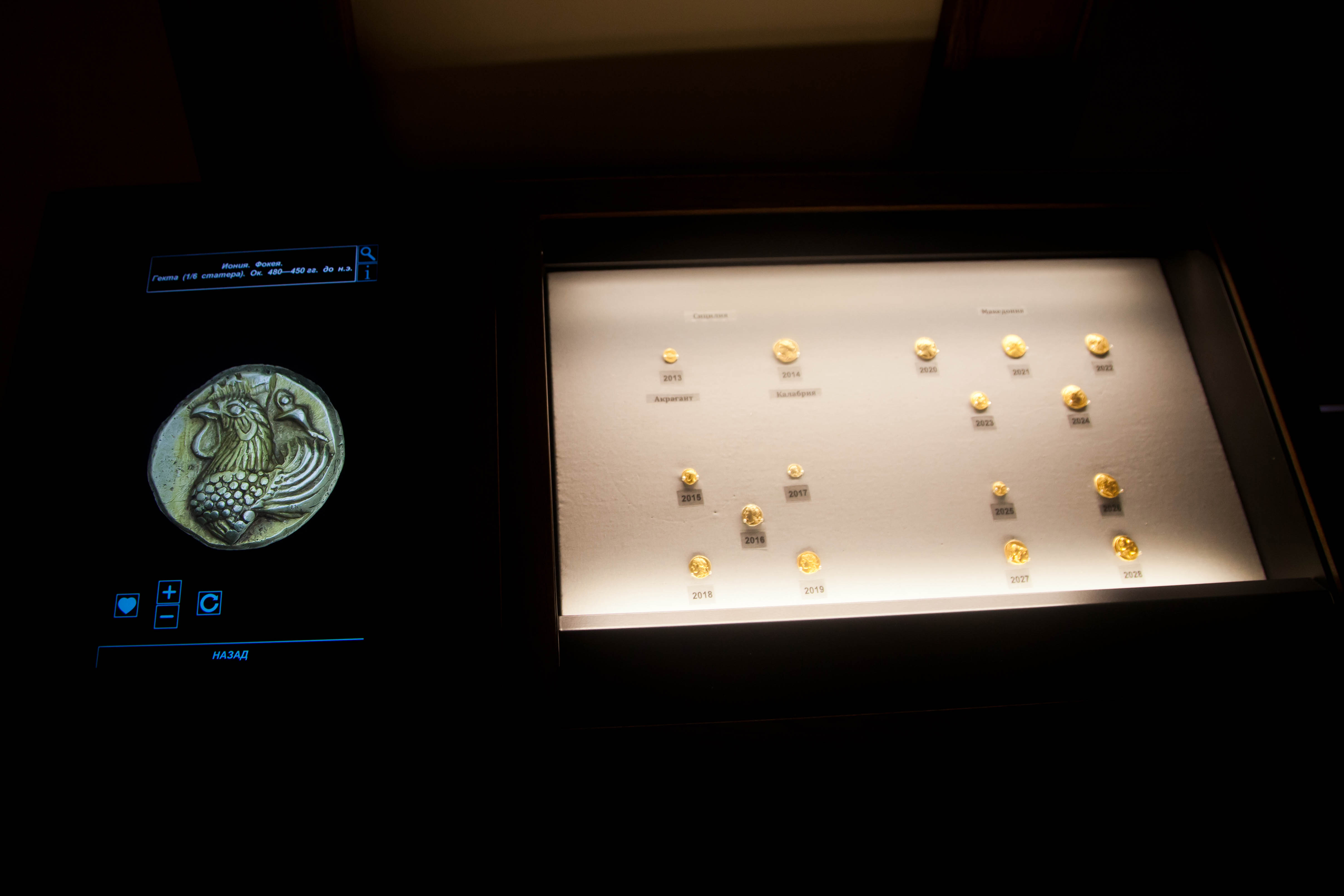
Один из стендов с античными монетами. На планшете — увеличенное изображение гекты с петухом (Иония, Фокея, ок. 480—450 гг. до н. э.).

По некоторым данным, нумизматическая коллекция Алекперова входит в тройку крупнейших частных собраний в России. Точный состав коллекции неизвестен, сведения о ней формируются на основе выставок в Музее нумизматики и других открытых данных. При оценках необходимо также учитывать, что коллекция непрерывно пополняется. По словам Вагита Алекперова, специалисты и музейные работники и до открытия музея МНК имели возможность ознакомиться с его коллекцией — было издано несколько книг, посвящённых собранию и содержащих подробные описания каждой монеты.
На момент открытия в Музее нумизматики были выставлены более 700 монет, что, по данным Forbes, составляло около четверти от всей коллекции. По словам самого Вагита Алекперова, на 2019 год в музее экспонируется около 2000 монет, а вся коллекция насчитывает до 5000 монет, в том числе около 500 золотых царской России. Основу собрания составляют золотые монеты, от античности до современной России, платиновые и серебряные монеты царской России. Главное направление — «русское золото», причём не только романовское. По этому направлению на 2019 год, по словам Вагита Алекперова, в коллекции не хватает около 20 % монет, практически недоступных на открытом рынке. Для коллекции приобретаются также все современные российские золотые монеты по мере их выпуска Центральным банком.
Нумизматическая и деловая пресса обращала внимание на некоторые наиболее примечательные монеты из собрания Алекперова. Прежде всего, на одну из самых старых монет коллекции — золотую гекту города Фокея 480—450 годов до н. э. По данным Forbes, она была куплена в 2012 году на нумизматическом аукционе Nomos за 12 500 швейцарских франков, что соответствует 13 500 долларов США.
Наименее ценной монетой коллекции, вероятно, являются 20 копеек 1922 года в идеальном состоянии, стоимость — около 1000 долларов США.
Самый дорогой экземпляр в коллекции в течение долгого времени — платиновые 12 рублей 1844 года. Монета была приобретена в 2013 году на аукционе Maison Palombo за 380 000 швейцарских франков, или 410 000 долларов США. В мае 2021 года Вагит Алекперов передал в коллекцию редчайшую и самую знаменитую русскую монету Константиновский рубль, приобретённый за 2,64 млн долларов на аукционе в Гонконге. Музей стал единственным частным музеем, в экспозиции которого представлен Константиновский рубль — ранее эту монету можно было увидеть только в Государственном Эрмитаже в Санкт-Петербурге и Смитсоновском институте в Вашингтоне.
Среди других раритетов в идеальном состоянии: монета времён римского императора Веспасиана (I век н. э.) с изображением несохранившейся скульптуры Мирона «Тёлка», золотая копейка Владислава Жигимонтовича (1610—1612), различные донативные и пробные монеты.
Коллекция пополняется ежегодно, её содержание и пополнение, по данным Forbes, обходится в 2-2,5 миллиона долларов в год. Решения о приобретении монет Вагит Алекперов принимает лично, после консультаций с экспертами и сотрудниками музея.

Конечно, бывают эмоциональные решения, особенно в поездках по долгу службы. Я часто бываю во многих странах, обязательно нахожу нумизматические музеи и банки, которые торгуют большими объёмами исторической монеты. Я знаю, каких монет у меня нет, и могу принять эмоциональное решение. Может быть, работники музея иногда неодобрительно относятся к моим покупкам, потому что я могу переплатить. Впрочем, сегодня благодаря гаджетам можно сразу принять коллегиальное решение. <…> Фотографируешь и присылаешь, а они дают рекомендацию. Особенно когда удержаться трудно, они хотя бы подсказывают коридор цен.
— Вагит Алекперов
Коллекция Вагита Алекперова целиком находится в России и не выезжает за её пределы. Наследники собирателя, по его словам, не разделяют его страсти к нумизматике, и это стало одной из причин создания музея: коллекция и впредь будет находиться в музейном фонде без права разделения и продажи, согласно документально оформленной воле Алекперова.

## Дом Зиновьевых-Юсуповых

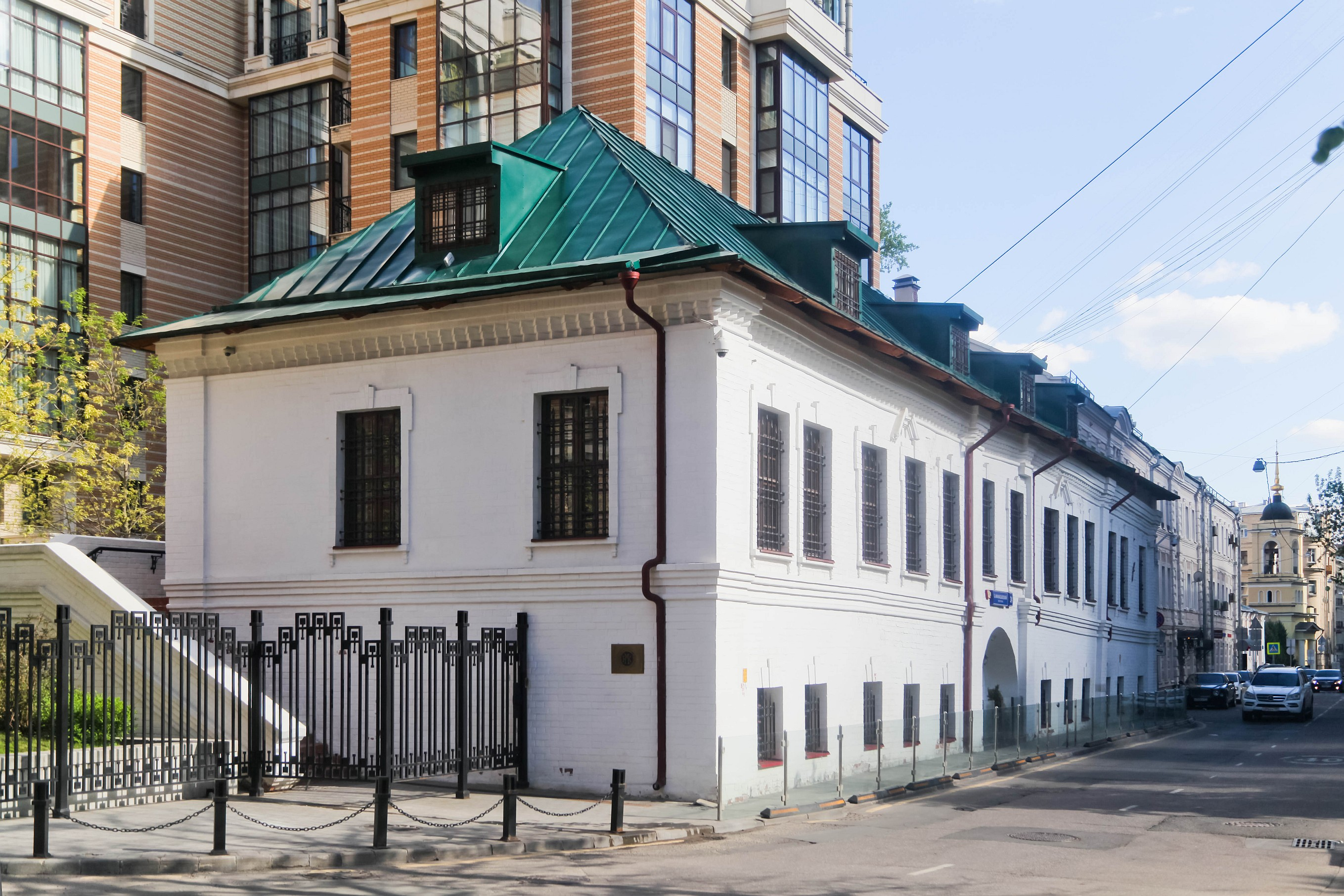
Здание Международного нумизматического клуба (палаты Зиновьевых-Юсуповых), парадное крыльцо слева — вход для посетителей

Дом Зиновьевых-Юсуповых (дом Берса) (по адресу Большой Афанасьевский переулок, 24) является выявленным объектом культурного наследия регионального значения. За свою историю старинное здание неоднократно перестраивалось и меняло владельцев, оно содержит фрагменты постройки XVIII—XIX веков, в его основе двухэтажные палаты допетровского времени. В начале XX века был надстроен третий этаж, в советское время это был жилой дом. Расселён в 1980-х годах, после чего много лет простоял без крыши и пришёл в руинированное состояние.
В 2002 году участок земли с домом Берса оказался в собственности ЗАО «Ластея-АРТ», в 2003 году в доме были проведены первые противоаварийные работы. Благодаря общественности и активистам Архнадзора собственник здания в 2010—2012 годах провёл его восстановление в облик XVII—XVIII веков, убрав поздний третий этаж. За эту работу группа Центра традиционной культуры «Преображенское» во главе с архитектором Татьяной Борисовой получила первый приз на конкурсе «Московская реставрация» в 2012 году в номинации «За лучший проект реставрации».
В 2014—2015 годах были проведены внутренние строительные и отделочные работы, помещение было приспособлено к музейной и клубной работе. В октябре 2015 года состоялось открытие музея, а в декабре Вагит Алекперов был удостоен премии «Феникс» Агентства по управлению и использованию памятников истории и культуры, в номинации «За градостроительное решение».

## Возможности музея

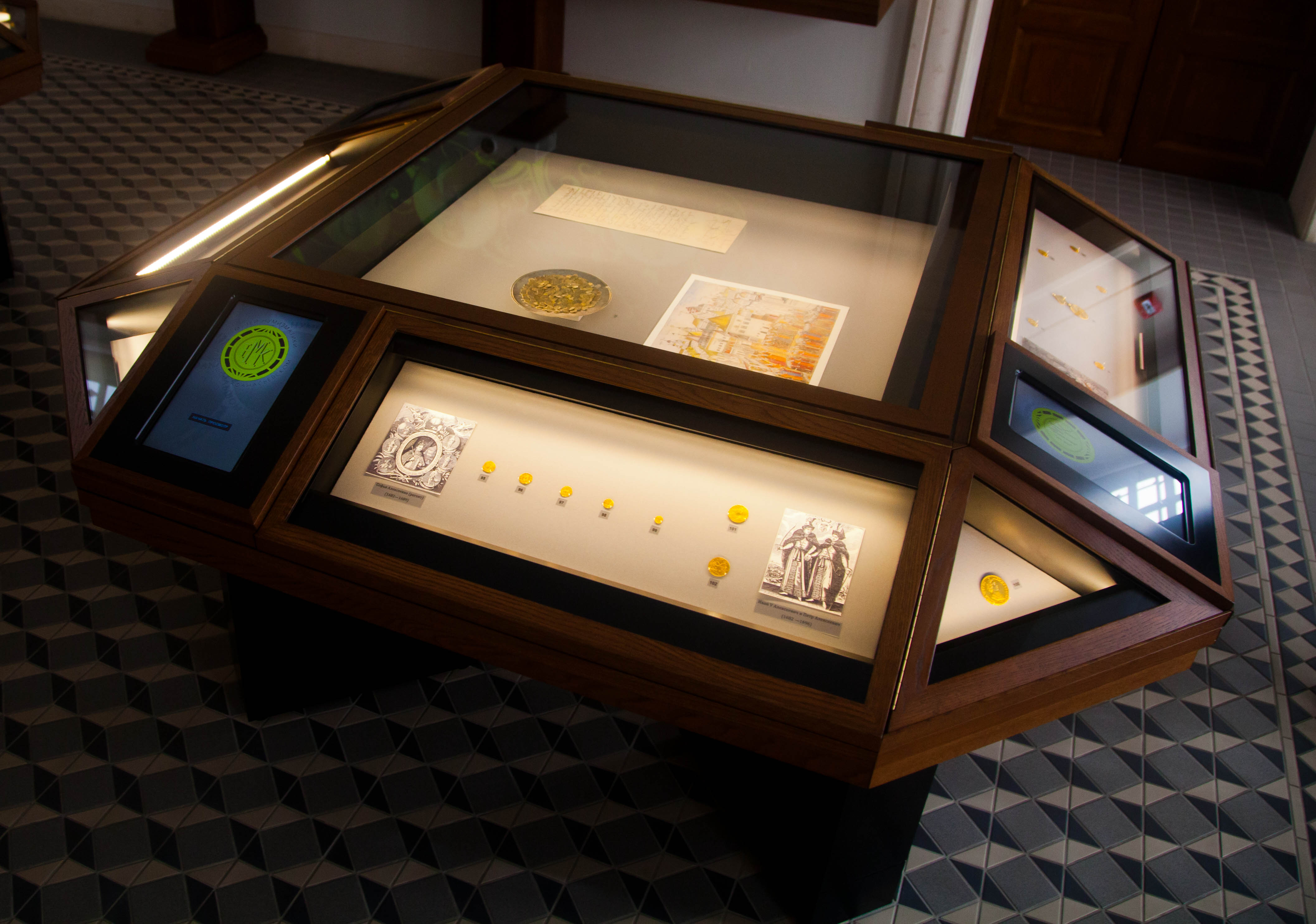
Одна из витрин музея, слева — встроенный планшет
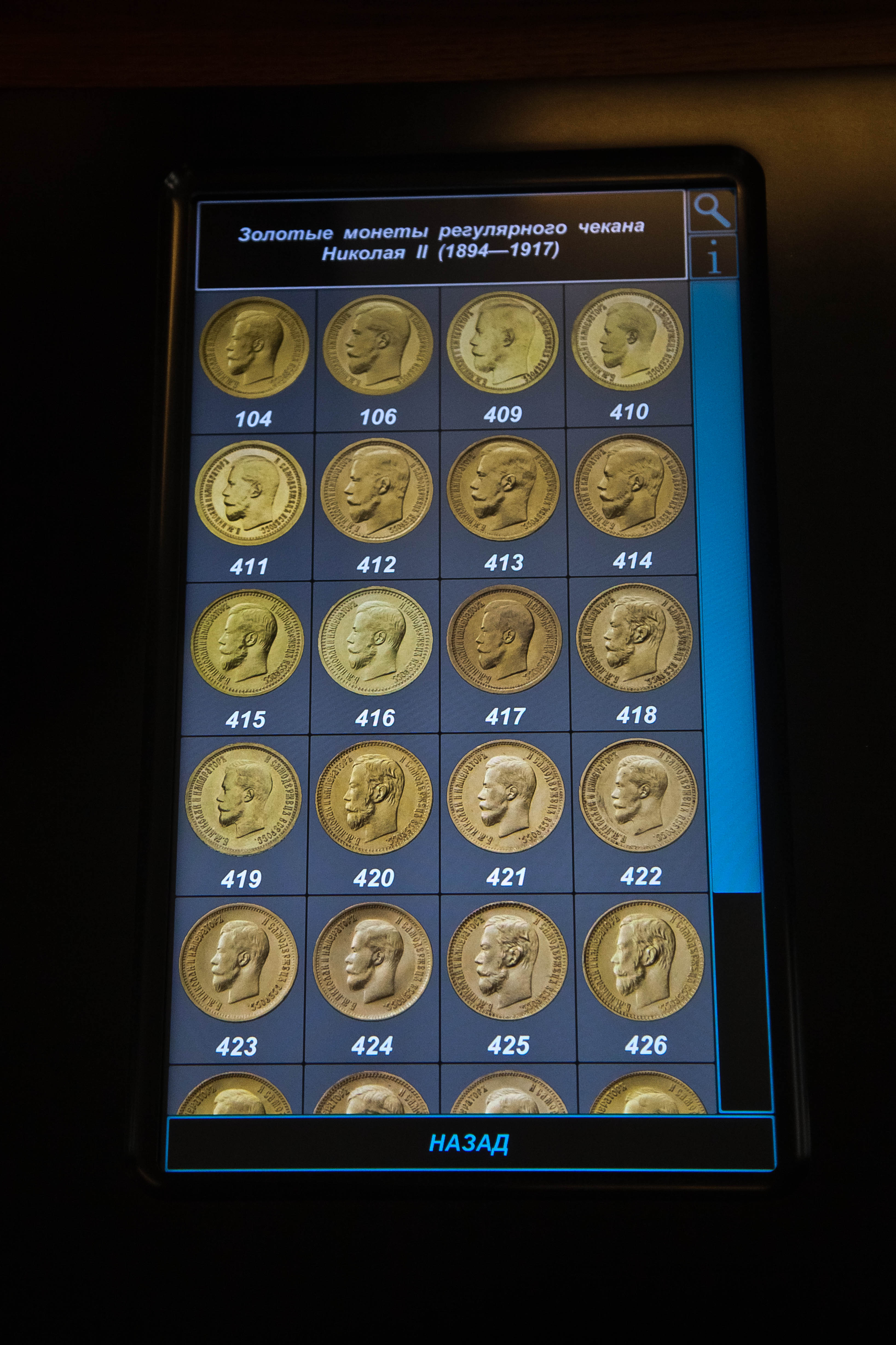
Интерфейс, позволяющий выбрать монету для детального изучения
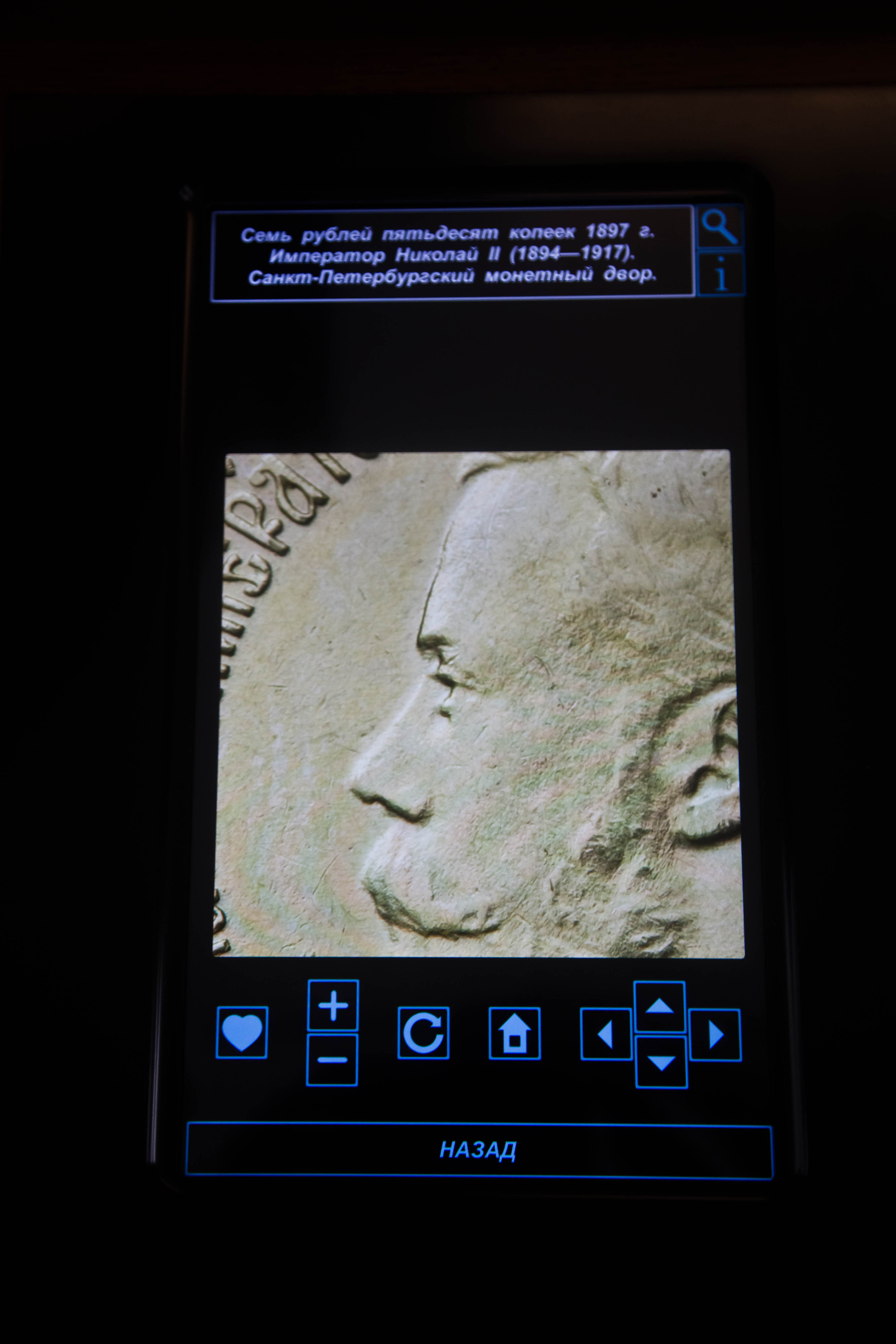
Аверс выбранной монеты в максимальном приближении

Посещение музея возможно после оформления билета на официальном сайте. В музее проводятся групповые и индивидуальные экскурсии, также возможно посещение без экскурсовода с мобильным аудиогидом.
Витрины музея оснащены планшетами, которыми посетители могут воспользоваться. Каждая монета в экспозиции отснята в технике макросъёмки в высоком разрешении. Специально разработанная программа позволяет в деталях рассмотреть как аверс, так и реверс любой из выставленных монет.
Кроме того, в процессе экскурсии на стенах музея можно наблюдать видеопроекции, призванные разнообразить экскурсию и упростить восприятие материала, а также воспользоваться очками виртуальной реальности.

## Выставки

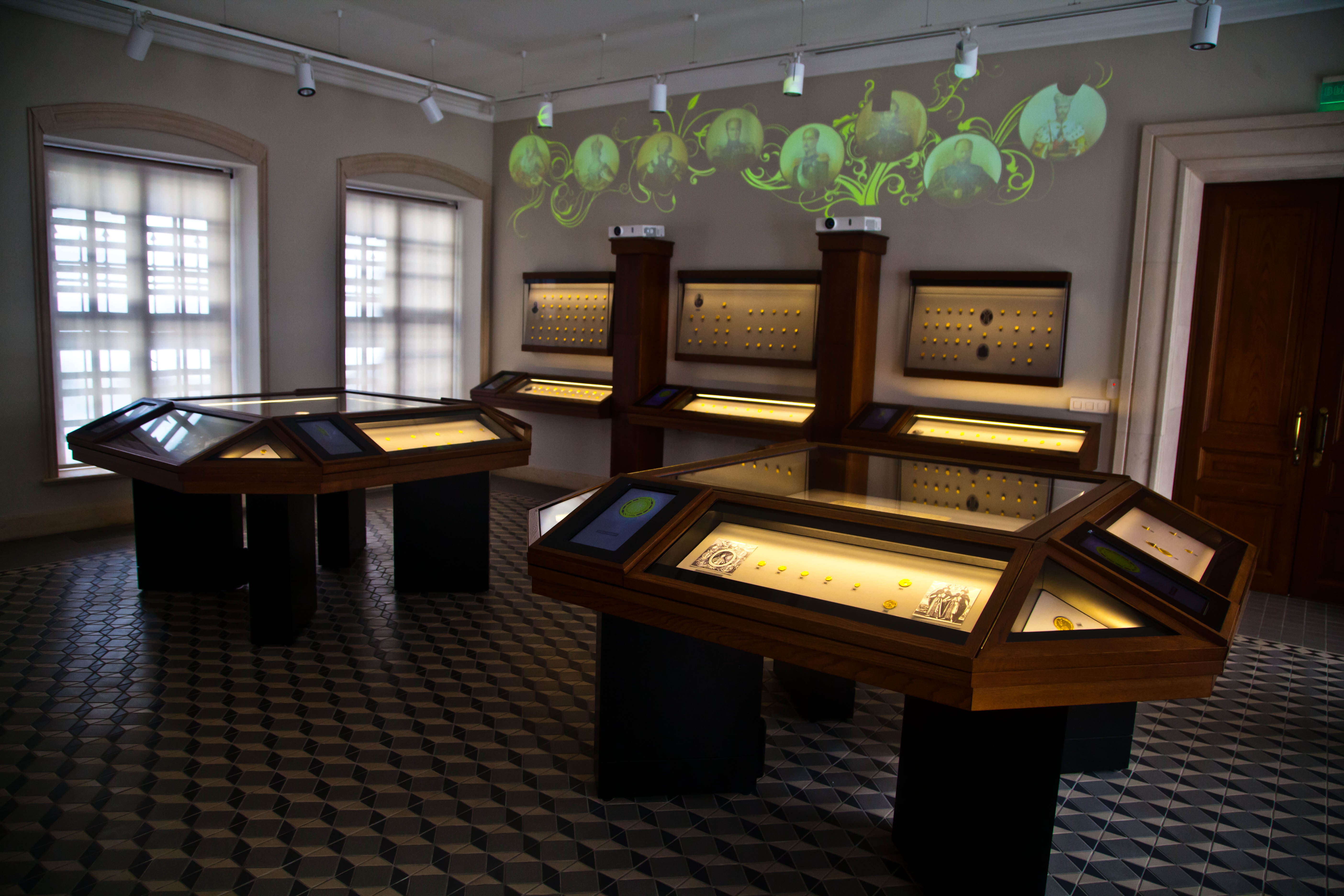
Выставка «Золотые монеты в истории династии Романовых»

Музей был открыт 7 октября 2015 года, тогда же в его стенах состоялась пресс-конференция, посвящённая этому событию. Вагит Алекперов объявил, что владельцы серьёзных нумизматических коллекций смогут выставлять их в его музее. Бизнесмен также допускает возможность экспонирования орденов и медалей.
С момента открытия музея состоялись несколько выставок. Выставка открытия получила название «Аверс и реверс истории», её задача заключалась в ознакомлении общественности с коллекцией Вагита Алекперова, а также с возможностями музея. На выставке демонстрировались избранные монеты из собрания: античные, средневековые европейские, российские и советские. Выставка функционировала с 26 января по 15 декабря 2016 года.
21 февраля 2017 года в музее состоялось торжественное открытие второй выставки — «Золотые монеты в истории династии Романовых». На ней представлен практически исчерпывающий ряд золотых монет Российской империи, сгруппированных по времени царствования монархов. Для решения этой задачи, помимо монет из коллекции Алекперова, были привлечены раритеты из собраний Музеев Московского Кремля и Государственного исторического музея. Кроме того, на выставке экспонируется ряд монет из других частных коллекций, в том числе три пробные монеты 1895 года: 5,10 и 15 русов из коллекции Д. Л. Ушакова. С 16 по 18 ноября музей представлял свою коллекцию на VI Санкт-Петербургском международном культурном форуме. Стенд музея с тремя информационными киосками и возможностью просмотра коллекции с помощью очков виртуальной реальности располагался в здании Российского этнографического музея. Выставка «Золотые монеты в истории династии Романовых» проходила до 17 декабря 2017 года, затем было продлена до 30 декабря 2018 года. Экскурсия проводится в мультимедийном и академическом форматах. Раз в неделю посетители музея в дополнение к экскурсии получают возможность пройти квест в пространстве выставки.

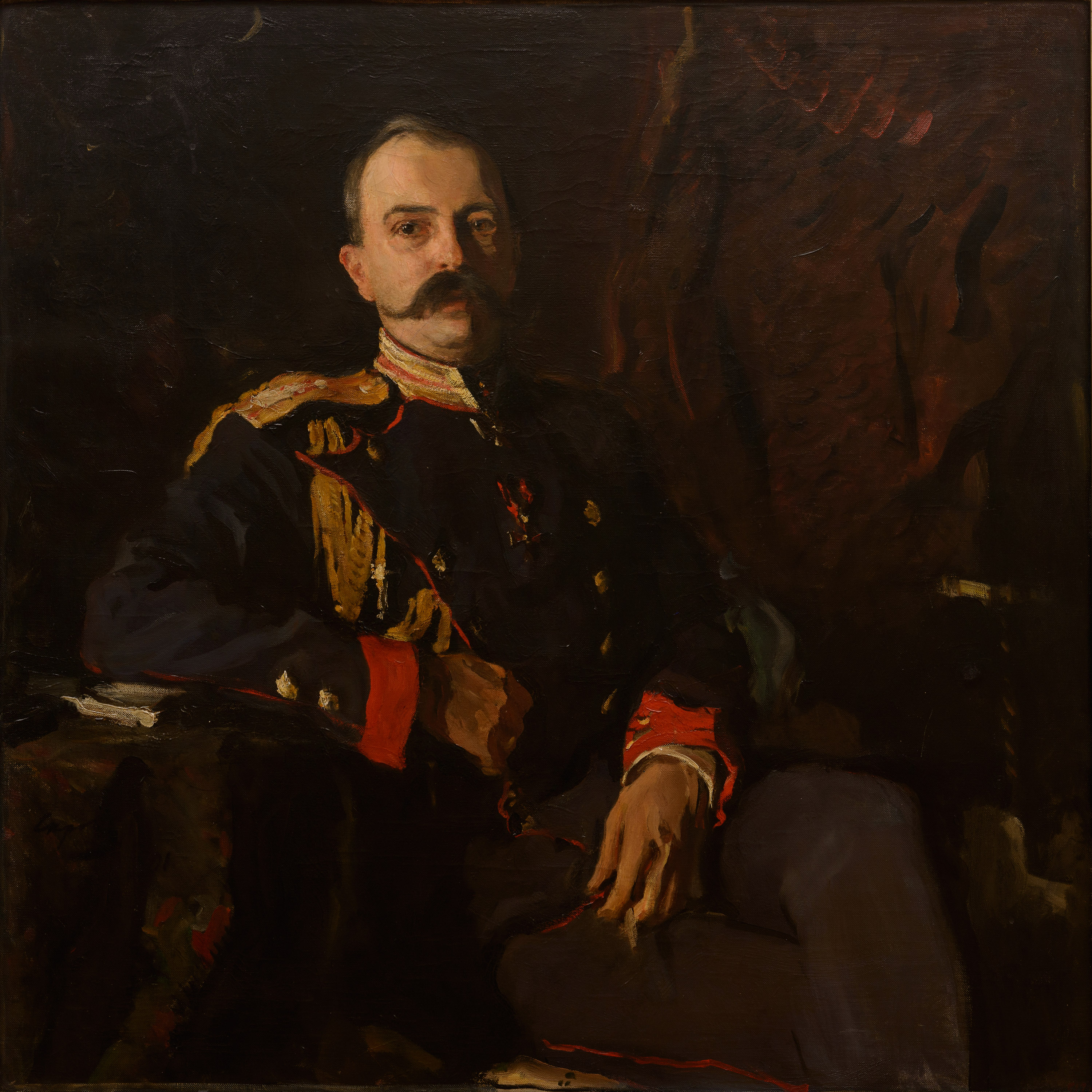
Портрет великого князя Георгия Михайловича кисти Валентина Серова, доставленный на выставку «Августейший нумизмат»

В феврале 2018 года музей принял участие в выставке-ярмарке Russian Art & Antique Fair, проходившей в московском «Манеже». В рамках специального проекта «Венчание на царство» экспонировались монеты с портретами представителей династии Романовых.
В марте 2018 года начала работу выставка «Не все то золото», посвящённая истории фальшивомонетничества. На ней представлены поддельные и фантастические монеты императорской России и Византии, дан обзор технологий фальсификаторов и способов их разоблачения.
1 апреля 2018 года в музее открылась выставка «Палаты Зиновьевых-Юсуповых» с обзорной экскурсией, посвящённой истории палат, их владельцам, а также реконструкции и восстановлению особняка.
1 июня 2018 года стартовала выставка «От Античности к Средневековью», на которой представлены монеты Древней Греции, Древнего Рима и Византийской империи.
Также в музее проводятся экскурсии «Легенды и мифы Древней Греции и Рима» и «Деньги Древнего Рима».
1 октября 2019 года в музее состоялось торжественное открытие выставки «Августейший нумизмат», посвящённой великому князю Георгию Михайловичу — самому значительному нумизмату России рубежа XIX—XX веков, автору фундаментального труда «Корпус русских монет», лежащего в основе всех последующих каталогов и научных публикаций на тему русской нумизматики. Выставка состоялась при поддержке Министерства культуры России, благодаря чему в небольшой частный музей удалось привлечь множество экспонатов из крупнейших государственных коллекций, а из собрания Саратовского художественного музея имени А. Н. Радищева был доставлен портрет Георгия Михайловича кисти Валентина Серова. В день открытия выставку посетил министр культуры Владимир Мединский. К выставке было приурочено проведение международной конференции «Нумизматика в России. Великий князь Георгий Михайлович и его эпоха», а также издание биографии великого князя.
25 августа 2020 года в музее открылась очередная выставка — «Животные на монетах».
Выставка «От талера до доллара, Эпоха серебра» стала победителем премии KudaGo в номинации «Лучшая тематическая выставка» 2020 года.
В ноябре-декабре 2021 года в музее проходила выставка «От Античности к Средневековью». На ней были представлены монеты Древней Греции и Древнего Рима, экспозиция дополнялась интерактивными картами и анимационными портретами римских императоров.
1 февраля 2022 года в музее открылась выставка «Сокровища Древней Греции», в её экспозиции — монеты в окружении артефактов античной эпохи.
13 сентября 2023 года в музее открылась выставка «На вес золота». Выставка стала невероятным интерактивным путеводителем путешественника во времени, на которой рассказывают, что взять с собой в Древнюю Грецию, какой монетой расплачиваться на Арабском Востоке, что можно было заработать в викторианской Англии и на что можно было потратить свои сбережения в дореволюционной России. Организаторы подготовили интерактивную зону, где желающие смогут прикоснуться к древним монетам.
25 октября 2023 года в Музее Международного нумизматического клуба открылась выставка «Великий Восток», посвященная искусству, истории и культуре двадцати пяти великих династий Центральной Азии.
Выставка рассказывает о древних и загадочных государствах от Ахеменидской державы до империи Амира Тимура и отвечает на вопрос о том, где появились первые монеты. На экспозиции представлено 230 монет из коллекции Музея нумизматики, предметы изобразительного искусства и редчайшие артефакты древности. В выставке принимают участие Эрмитаж, Государственный музей изобразительных искусств имени Пушкина, Музей Востока, коллекция фонда Марджани.
2023 году Музей МНК предоставил золотые монеты из коллекции и выступил партнёром выставки Музея Востока «За три моря. Странствия Афанасия Никитина».

## Мероприятия и сотрудничество
Музей Международного нумизматического клуба регулярно принимает участие в различных форумах, конференциях, семинарах. В конце 2021 года Музей МНК подписал соглашение о сотрудничестве с Музеем Востока.

## Международный нумизматический клуб

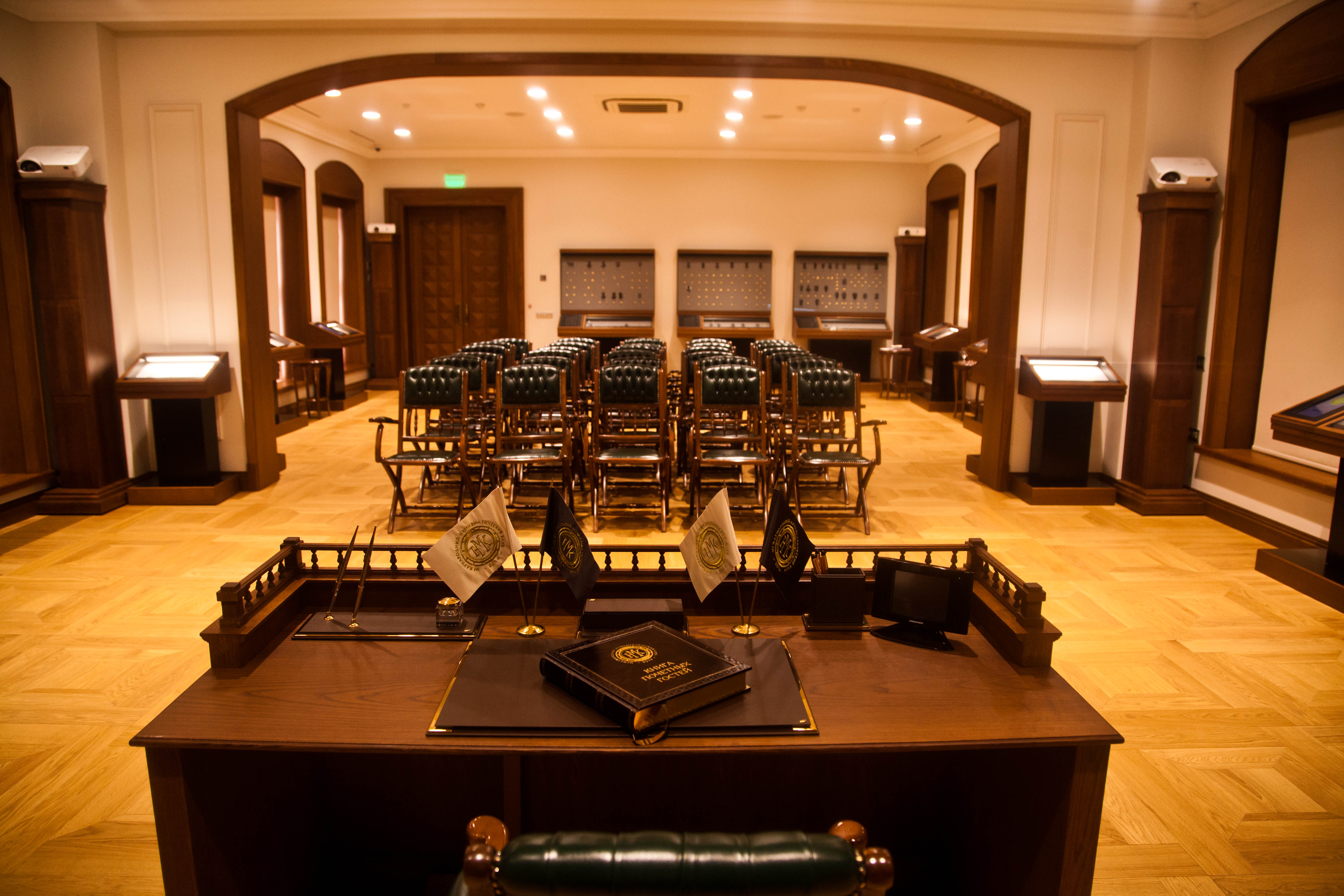
Зал заседаний Международного нумизматического клуба

На базе музея функционирует автономная некоммерческая организация «Международный нумизматический клуб» (АНО МНК).
Клуб представляет собой экспертную организацию, ведёт исследовательскую и просветительскую деятельность: проводит конкурсы научных публикаций, издаёт специализированную литературу.
Миссией музея заявлены сохранение, развитие и популяризация всемирного нумизматического наследия в России.
Основными задачами деятельности АНО МНК определены:
- объединение усилий государственных музеев, частных коллекционеров, органов власти и общества для реализации значимых культурных проектов в области нумизматики
- поддержка российских нумизматов и исследователей
- создание образовательной среды и инфраструктуры для интересующихся нумизматикой
- сохранение нумизматических ценностей России
- сотрудничество и повышение престижа русской нумизматики на международном уровне[8].

В Общественный совет Музея Международного нумизматического клуба входят:
- председатель попечительского совета — Вагит Алекперов
- директор Музеев Московского Кремля — Елена Гагарина
- директор Фонда «Наше будущее» Наталия Зверева
- руководитель Гохрана России Андрей Юрин
- генеральный директор Акционерного общества «Гознак» Аркадий Трачук[68][69]
- генеральный директор Государственного Эрмитажа — Михаил Пиотровский

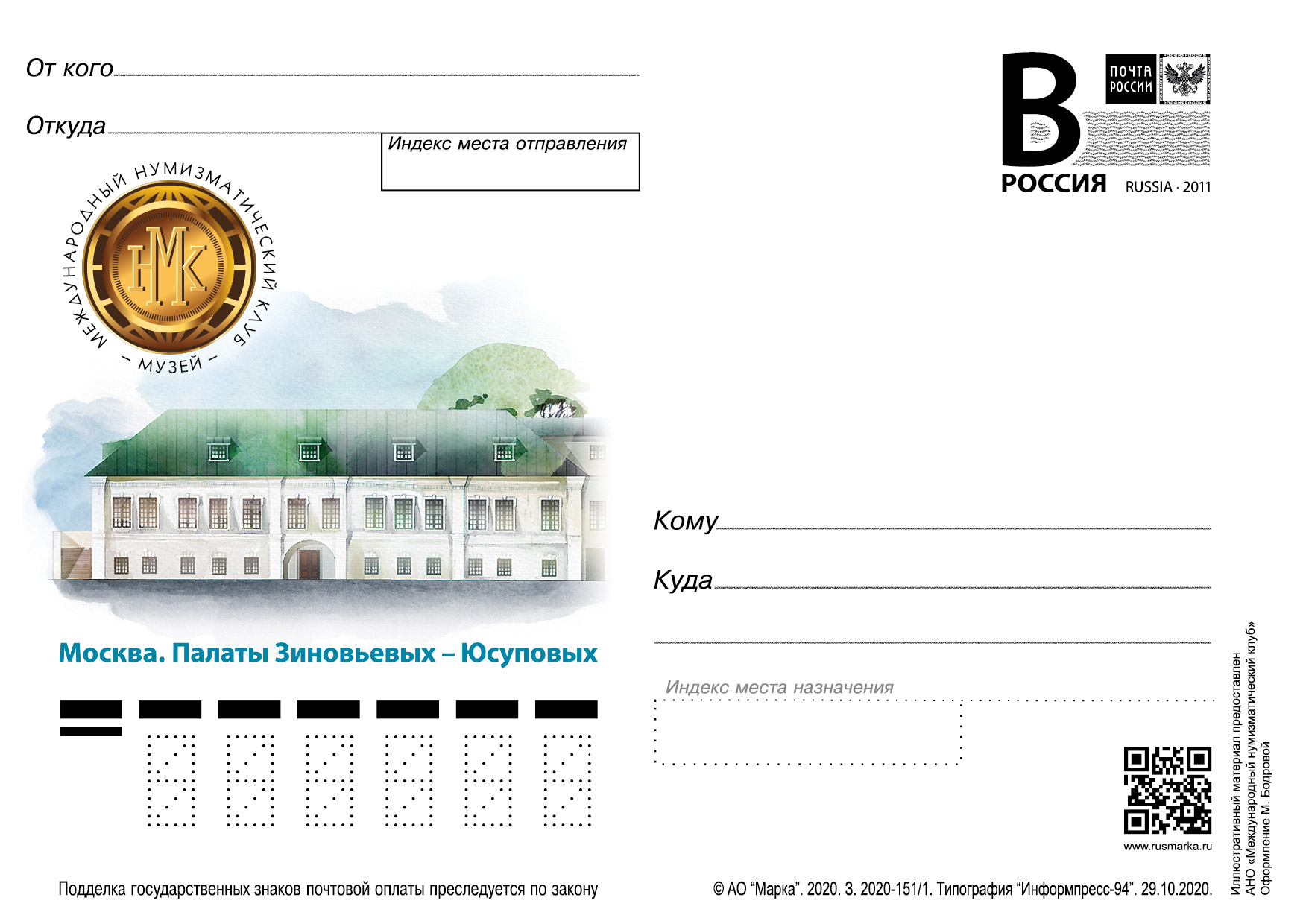
Художественная маркированная карточка «Почты России», посвящённая 5-летию Международного нумизматического клуба, 2020

С 2015 года клуб является членом Международного нумизматического совета (INC).
По словам представителей клуба, он представляет собой довольно закрытую организацию, в которую входят серьёзные и состоятельные коллекционеры. Известно, что к июню 2017 года в клубе состояли 6 человек, а к 2019 году его состав расширился до 25 человек.

Есть совет клуба, а есть члены, около 25 человек. Каждый раз принимаем трех-четырех человек. Это исключительно коллекционеры и руководители музеев, которые делегируют своих специалистов. Мы утверждаем годовой план нашей деятельности. У нас есть ряд премий, в том числе премия, которая присуждается людям, пишущим о нумизматике. Клуб — сообщество людей, которые не только собирают, но и хотят делиться. <…> Как сегодня показать монету, которая стоит очень серьёзных денег? Клуб это организует. Владелец монеты или коллекции может представить её клубу. Ведь цель не только собрать, самому радоваться, но и дать возможность обществу разделить эти эмоции.
— Вагит Алекперов